# Brusson
För andra betydelser, se Brusson (olika betydelser).
Brusson är en kommun i departementet Marne i regionen Grand Est (tidigare regionen Champagne-Ardenne) i nordöstra Frankrike. Kommunen ligger i kantonen Thiéblemont-Farémont som tillhör arrondissementet Vitry-le-François. År 2022 hade Brusson 187 invånare.

## Befolkningsutveckling
Antalet invånare i kommunen Brusson
| Referens: INSEE |